# Abdullah af Saudi-Arabien
Abdullah bin Abdul Aziz Al Saud (arabisk: عبد الله بن عبد العزيز آل سعود; født 1. august 1924, død 23. januar 2015) var konge af Saudi-Arabien fra 2005 til 2015. Han var en af Ibn Sauds 45 sønner. Abdullahs mor var Ibn Sauds ottende hustru Fahda.
Under sin halvbroder Fahd bin Abdul Aziz regentskab var Abdullah kronprins, premierminister og øverstbefalende for Nationalgarden. I november 1995 blev kong Fahd ramt af et alvorligt slagtilfælde som gjorde det umuligt for kongen at klare alle sine opgaver. Abdullah fungerede der efter som regent. Da Fahd døde den 1. august 2005, blev Abdullah konge.
Der var i begyndelsen forventninger til, at Abdullah ville indføre reformer, men hans embedsperiode har været præget af konservativ forsigtighed.
Efter Abdullahs død den 23. januar 2015, blev han efterfulgt på posten som konge af sin halvbror Salman bin Abdul Aziz.

## Liv og virke

### Baggrund og ungdom
Han var den trettende af Ibn Sauds mindst 45 sønner. Abdullahs mor var Ibn Sauds ottende hustru, prinsesse Fahda bint Asi Al Shuraim af stammen sjammar. 
Abdullah blev opfostret ved "prinseskolen" ved det saudiske hof. En fase af opdragelsen var at leve sammen med landets beduiner.

### Frem til tronfølgen
Han var først kendt som kronprins Abdullah. Under sin halvbroder kong Fahd bin Abdul Aziz' regentskab var Abdullah statsminister og øverstkommanderende for nationalgarden. I november 1995 blev Fahd ramt af et alvorlig slag, som gjorde det umulig for ham at magte alle sine opgaver. Abdullah fungerede der efter som kronprinsregent og var de facto landets politiske leder. Under hans regentperiode blev det gennemført kommunevalg, de første valg i Saudi-Arabien overhovedet, rigtignok uden at kandidaterne kunne gruppere sig i politiske partier.

### Konge
Han overtog tronen den 1. august 2005 efter kong Fahds død. I december 2005 lagde han grundstenen til King Abdullah Economic City (دينة الملك عبدالله اللإقتصادي), en ny by som var tænkt som en mønsterby i landet på mange områder.
I november 2007 blev den første saudiarabiske konge som mødte en pave, Benedikt 16. Temaer var blandt andet den interreligiøse dialog og forholdene for det meget betydelige antal af kristne fremmedarbejdere i kongedømmet. 
Kongen opretholdt tætte bånd til USA og Storbritannien og købte militærudstyr fra de to lande for milliarder af dollars. I januar 2008 besøgte den amerikanske præsident George W. Bush Saudi-Arabien og mødte kong Abdullah. De drøftede blandt andet atomstriden med Iran og olieprisen. Bush opfordrede kongen til at øge olieproduktionen således, at olieprisen dermed kunne synke.
I august 2010 bestemte han ved dekret at kun officielt godkendte lærde tilknyttede Rådet for de højeste religionslærde fra da af var tilladte at udstede fatwaer. Lignende dekreter var blevet givet siden 2005, men uden særlig opfølgning og dermed gennemslagskraft. Individuelle fatwaer vedrørende personlige forhold var undtagne fra det kongelige dekrets stramning. Dekretet instruerede også stormuftien til å identifisere passende rettslærde.
Efter emir Saqr bin Muhammad al-Qasimis død i 2010 (Ras al-Khaimah) var han verdens ældste regerende monark. I 2011 kundgjorde han, at kvinder ville kunne stemme og blive valgt i kommunevalgene, som skulle finde sted i 2015. Han kundgjorde også at kvinder skulle kunne blive medtaget i den ikke-valgte saudiske shura (en rådgivende forsamling på nationalt niveau). En reform, som han faktisk nåede at gennemføre før sin død, var at kvinder måtte deltage og konkurrere ved de olympiske lege.
Abdullah var en forsigtig modernisator af sit land. Til forskel fra sin halvbroder Fahd var Abdullahs udenrigspolitiske hovedinteresse på forholdet til den nære arabiske omverden. Han formåede at få de palæstinensiske ledere for Fatah og Hamas, som var stærke modstandere, til at komme til den hellige by Mekka og der den 8. februar 2007 indgå en fredsaftale indbyrdes. Men enigheden var - viste det sig - ikke stærk nok til varig at bilægge de interne stridigheder mellem palæstinenserne. 
Abdullah beholdt status quo under de uroligheder, som opstod i kongedømmet i forbindelse med det arabiske forår. I november 2013 påstod en rapport fra BBC, at Saudi-Arabien kunne, hvis landet ønskede, få atomvåben fra Pakistan.
Efter, at den, han havde udpeget til sin fremtidige efterfølger, døde før ham, sammenkaldte han i oktober 2011 for første gang i kongedømmets historie et råd, som skulle udpege en ny arving, nemlig Nayef bin Abd al 'Aziz Al Sa'ud. Blot otte måneder efter udnævnelsen døde imidlertid også prins Nayef, og rådet måtte udnævne en ny arving til tronen: Salman bin Abd al-Aziz Al Sa'ud.
Ifølge magasinet Forbes var Abdullah i 2008 den tredje rigeste monark i verden, med en forvaltningskapital på ca. 21 milliarder dollar.
Abd Allah havde 25 børn.